# Kamanavalli, Sorab
Kamanavalli là một làng thuộc tehsil Sorab, huyện Shimoga, bang Karnataka, Ấn Độ.